# سلول لاکتوتروپیک

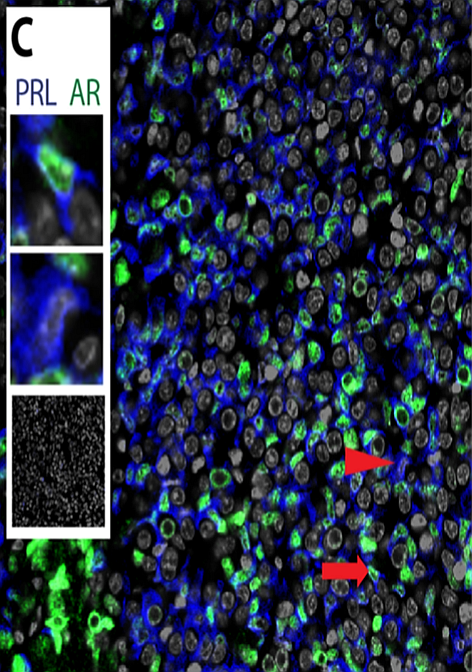
Acidophil = سلول لاکتوتروپیک به رنگ آبی، در داخل هیپوفیز پیشین.

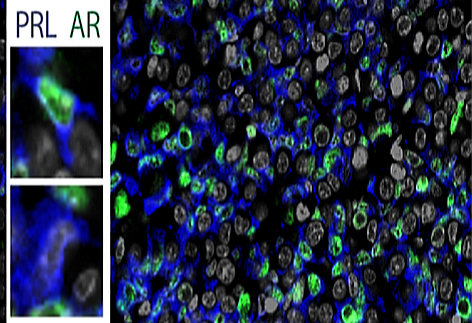
سلول‌های لاکتوتروپیک با رنگ آمیزی ایمونوفلورسانس برای مشخص شدن پرولاکتین (به رنگ آبی).

سلول لاکتوتروپیک (انگلیسی: Lactotropic cell) که همچنین به نام‌های سلول پرولاکتین، اسیدوفیل اپسیلون، لاکتوتروپ، لاکتوتروف، ماماتروف، ماموتروف نیز شناخته می‌شود؛ سلولی در غدهٔ هیپوفیز پیشین است که در پاسخ به سیگنال‌های هورمونی از جمله دوپامین که مهارکننده هورمون آزادکننده تیروتروپین و استروژن است (به ویژه در دوران بارداری)، پرولاکتین تولید می‌کند. اثرهای بازدارندهٔ دوپامین بر اثرهای تحریکی هورمون آزادکننده تیروتروپین در زنان بالغ غیر باردار و غیر شیرده غلبه دارد. تنظیم‌کننده‌های دیگر عبارتند از اکسی‌توسین و پروژسترون.
پرولاکتین در بلوغ غدد شیری و ترشح شیر از آنها با همکاری هورمون‌های اکسی‌توسین، استروژن، پروژسترون، گلوکوکورتیکوئیدها و غیره نقش دارد. پرولاکتین اثرات متعدد دیگری در هر دو جنس دارد.
سلول‌های پرولاکتین با رنگ‌آمیزی هماتوکسیلین-ائوزین اسیدوفیل هستند و حدود ۲۰ درصد از تمام سلول‌های غده هیپوفیز پیشین را تشکیل می‌دهند. اگر این سلول‌ها دچار دگرگونی سرطانی شوند، باعث ایجاد تومور تولیدکنندۀ پرولاکتین، آدنوم هیپوفیز ترشح‌کننده پرولاکتین می‌شوند.